# سیکیلون
سیکیلون (به لاتین: Sykkylven) یک شهرستان نروژ در نروژ است که در مور او رومسدال واقع شده‌است.

## خصوصیات
سیکیلون ۳۳۷٫۷۵ کیلومترمربع مساحت و ۷٬۶۷۳ نفر جمعیت دارد.